# Duwboot

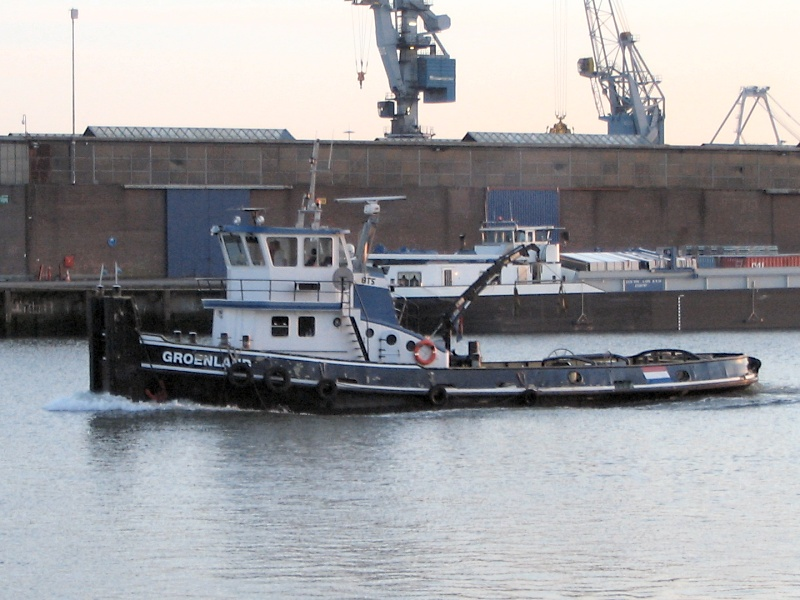
Duwboot Groenland in de Rotterdamse haven

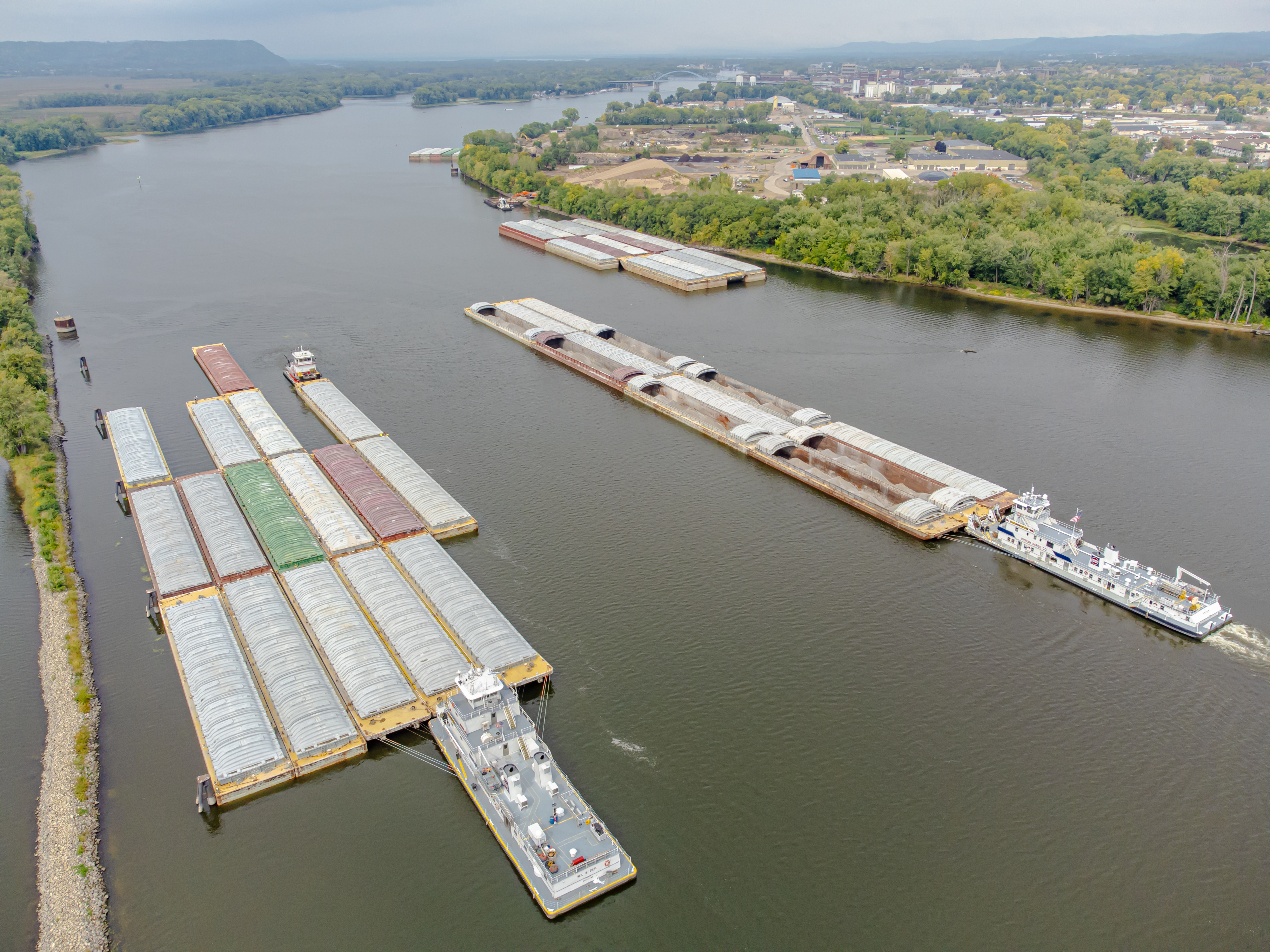
Duwkonvooien bij La Crosse op de Boven-Mississippi

Een duwboot is een schip dat zelf geen lading vervoert, maar als aandrijving werkt voor duwbakken. Deze wijze van vervoer wordt met de term duwvaart aangeduid. De combinatie noemt men een duweenheid of duwkonvooi. Een verwant begrip is koppelverband: dit is een vrachtschip dat met een of meer duwbakken vaart, maar geen duwboot is.

## Geschiedenis

### Amerika
Aan het einde van de 19e eeuw werd duwvaart geïntroduceerd op grote Amerikaanse rivieren zoals de Mississippi en de Ohio. Deze ontstond als vanzelf, doordat de hekwielers die daar lichters versleepten meer lading mee wilden nemen en ze aankoppelden bij de boeg.
In 1902 werd de Sprague in gebruik genomen, de grootste duwende raderstoomboot ooit, bijgenaamd Big Mama. Deze legendarische hekwieler was 97 meter lang en 20 meter breed en duwde meer dan 50.000 ton lading, verdeeld over 56 of zelfs 60 bakken. De Sprague vervoerde steenkool en staalproducten voor de Monongahela River Consolidated Coal and Coke Company en werd pas in 1948 uit de vaart genomen.

### Europa
Na de Tweede Wereldoorlog groeide de Europese economie sterk. Door de toenemende vervoersvraag dreigde een tekort aan binnenvaartschepen en varend personeel, zodat de vrachtkosten sterk stegen. In 1953 bezocht een missie van de Franse staatsrederij Compagnie Française de Navigation Rhénane (CNFR) de Verenigde Staten om de voor- en nadelen van duwvaart op de Mississippi te bestuderen. De vaaromstandigheden op de brede Mississippi verschilden wel duidelijk met de smalle, bochtige en drukke Rijn. In 1957 werd besloten een proef op de Rijn uit te voeren met de omgebouwde sleepboot President Herrenschmidt. De proef slaagde en de Fransen lieten meer materieel ombouwen. Twee Nederlandse en twee Duitse rederijen hadden eveneens een studie uitgevoerd en opdracht gegeven voor de bouw van een echte duwboot. Op 21 oktober 1957 maakte de Wasserbüffel, met een motorvermogen van 1260 pk, haar eerste vaart met vier bakken van elk 1250 ton. De duwvaart leidde direct tot een sterke verhoging van de arbeidsproductiviteit, zodat de sleepvaart in enkele jaren weggeconcurreerd werd.

#### Nederland
In 1956 werd de duwvaart in Nederland geïntroduceerd door het baggerbedrijf R. Boltje & Zonen NV uit Zwolle. Met de sleepboot Amazone liet het bedrijf zien dat een sleepboot ook heel goed een geladen bak kon duwen. Dit idee werd al snel overgenomen, want bij het in onbruik raken van sleepschepen werd bij de meeste sleepboten de voorsteven/kop aangepast, om als duwboot dienst te kunnen doen.

## Beschrijving

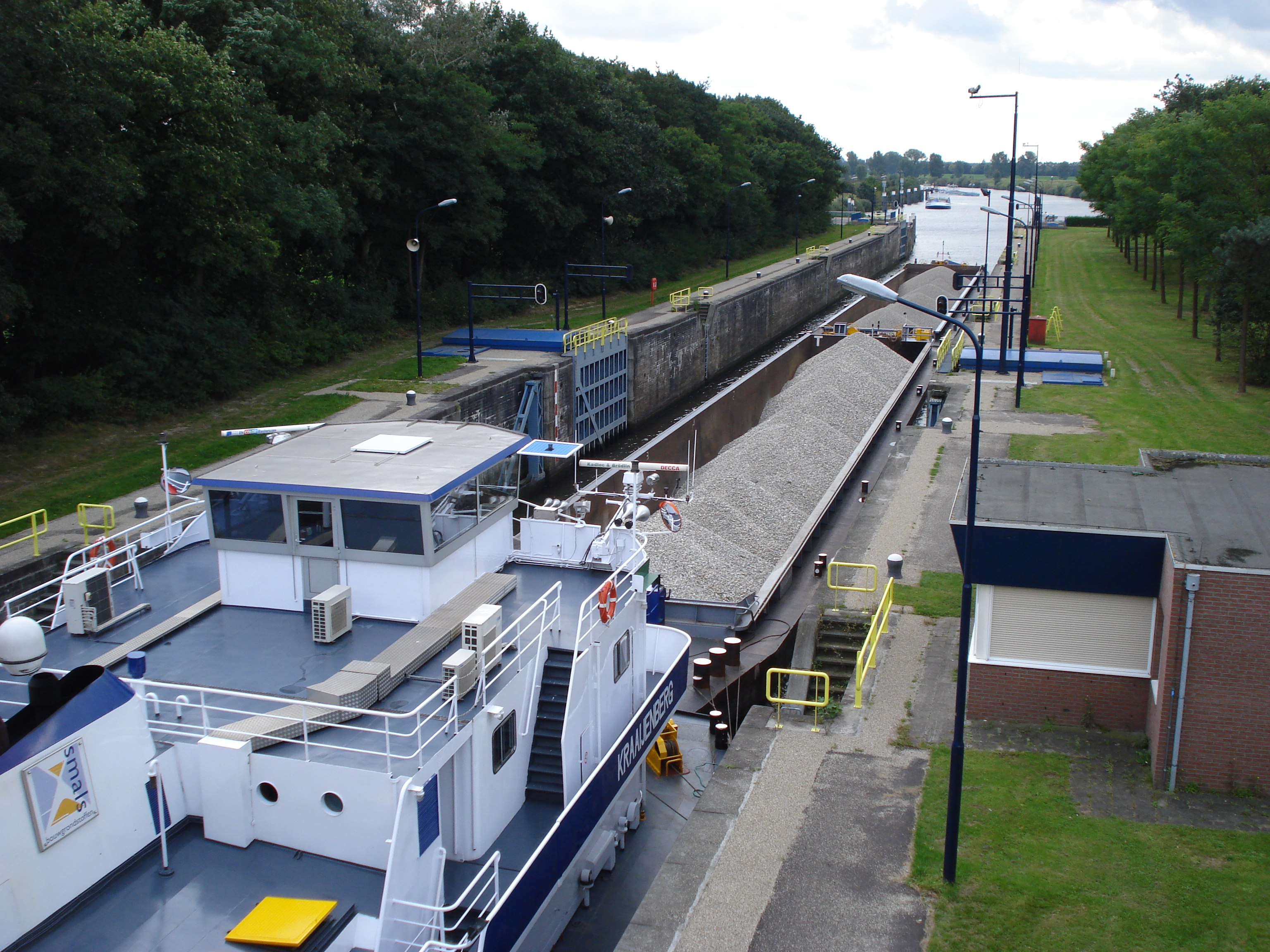
Duwboot Kraaijenberg met twee duwbakken in sluis Maas-Waalkanaal, Heumen

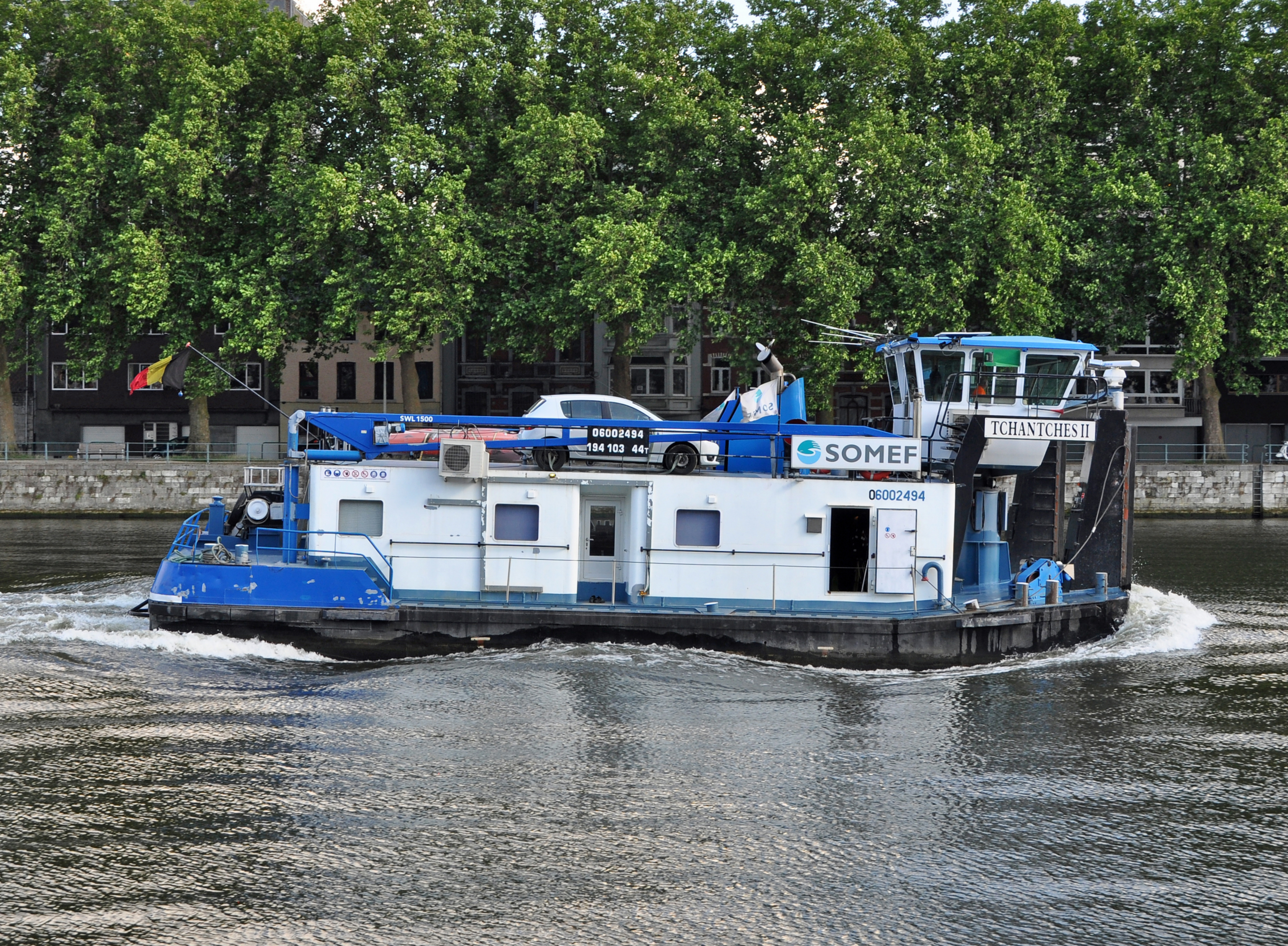
De Belgische duwboot Tchantchès II op de Maas in Luik

Duwboten zijn vaak kort en breed, met een platte neus, om de duwbakken zo goed mogelijk te kunnen bevestigen. Het zijn speciale schepen die geen ruimen hebben, maar alleen bestaan uit een achterschip met speciale duwpalen. Deze komen dan achter een of meer bakken en duwen die naar hun bestemming.
Duwboten worden in Europa alleen in de binnenvaart gebruikt. In de Verenigde Staten en Japan worden ze ook op zee gebruikt bij het vervoer van sea barges, zeelichters. Deze zijn in Europa wel in gebruik geweest, zo had de URS de Sea Horse en Sea Lion in de vaart. In Japan is voor gebruik op ruwer water het Articouple-systeem ontwikkeld, waarbij de duwboot aan de bak wordt gekoppeld met hydraulische cilinders. Die laten wel toe dat de duwboot stampt ten opzichte van de bak, maar verhinderen slingeringen. Dit helpt ook bij het gebruik van onderlossers, waarbij als het ware de bodem uit de bakken weggeklapt wordt om stortgoed in een oogwenk te lossen. Daarbij verliezen de bakken veel gewicht en moeten ze omhoog kunnen komen zonder elkaar of de duwboot in onbalans te brengen.
Kleine duwbootjes, zogenoemde opduwers, werden al vanaf het begin van de 20e eeuw gebruikt. Dit waren vaak omgebouwde sleepboten.

## Productiviteit
Vergeleken met sleepvaart leidde duwvaart tot een sterke verhoging van de arbeidsproductiviteit. Elk sleepschip had een schipper en eventueel een dekknecht nodig, en bij het samenstellen van het sleepkonvooi duurde het soms uren voor alle sleepkabels gelegd waren. Ook kon een sleep alleen bij daglicht varen. Wel kon een sleep tien schepen tellen met een groter tonnage dan de eerste duwbakken. Toch was dit onvoldoende compensatie voor het maximum van vier bakken in de duwvaart, ook al omdat er domweg geen personeel beschikbaar was. Een duwkonvooi met vier bakken spaarde vier bemanningen uit en kon per dag meer kilometers maken. Per bemanningslid werd vijf maal meer vracht vervoerd. De omslag van sleep- naar duwvaart vond dan ook binnen enkele jaren plaats. De productiviteit ging nog verder omhoog toen de radar gemeengoed werd en men overging op 24-uursvaart.
De gestandaardiseerde bakken zijn goedkoop te produceren, een motor en voorzieningen voor de bemanning zijn er immers niet. De scheiding van aandrijving (duwboot) en laadruimte (duwbakken) maakte een hoge omloopsnelheid mogelijk. De duwboot laat de volle bakken in de haven achter en keert direct om met lege bakken, zodat de kostbare duwboot en bemanning niet hoeven te wachten. Er zijn echter ook onderlossende bakken, die stukgoed lossen door de bodem open te klappen. Dit gaat snel genoeg om niet te hoeven afkoppelen.

## Europese regelgeving
Op de grootste vaarwegen is de vaart met samenstellen van vier Europa IIa-bakken toegestaan, op de Rijn onder bepaalde condities verbanden van zes Europa IIa-bakken. De hieronder genoemde CEMT-klasse VII bestaat dus alleen in theorie.
Grote duwboten die op vaste trajecten varen, maken gemiddeld 7000 draaiuren per jaar. Zo'n 80% van de beschikbare tijd zijn ze onderweg. De resterende tijd wordt besteed aan het wisselen van de bakken en wachten voor bruggen en sluizen, en voor onderhoud en reparaties.

## Klasse-indeling
De binnen- of rivierscheepvaart is in Europa opgedeeld in CEMT-klasses om de afmetingen van vaarwegen in West-Europa op elkaar af te stemmen. De klasse-indeling is bepaald door de Conférence Européenne des Ministres de Transport (vandaar de afkorting CEMT). Per klasse zijn de maximale afmetingen van het schip of combinatie van duwboot en duwbak vastgelegd. De indeling loopt van 0 t/m VII en heeft vanaf klasse V een a-, b- of c-aanduiding. Deze letter-toevoeging is relevant voor de duwvaart. De hoogte is vooral relevant bij het vervoer van containers; bij drie lagen is de hoogte 7 meter en bij vier 9,10 meter.
Vanwege de lengtebeperking in de Rijnvaart zijn de zwaarste duwboten tot circa 40 meter lang, bij een breedte van zo'n 15 meter.
| Klasse | Lengte (m) | Breedte (m) | Diepgang (m) | Hoogte (m)         | Laadvermogen (ton) | samenstelling          |
| ------ | ---------- | ----------- | ------------ | ------------------ | ------------------ | ---------------------- |
| IV     | 85         | 9,50        | 2,50-2,80    | 5,25 of 7,00       | 1250 - 1450        | 1 bak                  |
| Va     | 95-110     | 11,40       | 2,50-4,50    | 5,25, 7,00 of 9,10 | 1600 - 3000        | 1 bak                  |
| Vb     | 172-185    | 11,40       | 2,50-4,50    | 5,25, 7,00 of 9,10 | 3200 - 6000        | 2 bakken achter elkaar |
| VIa    | 95-110     | 22,80       | 2,50-4,50    | 7,00 of 9,10       | 3200 - 6000        | 2 bakken naast elkaar  |
| VIb    | 185-195    | 22,80       | 2,50-4,50    | 7,00 of 9,10       | 6400 - 12000       | 2 × 2 bakken           |
| VIc    | 193-200    | 33,00-34,20 | 2,50-4,50    | 9,10               | 9600 - 18000       | 2 × 3 bakken           |
| VIc    | 270-280    | 22,80       | 2,50-4,50    | 9,10               | 9600 - 18000       | 3 bakken lang, 2 breed |
| VII    | 195/285    | 33,00/34,20 | 2,50-4,50    | 9,10               | 14500 - 27000      | 3 × 3 bakken           |